# Campionat d'Europa de Futbol sub-17 de la UEFA 2004
La fase final del campionat d'Europa sub-17 2004  es disputà a França entre el 4 de maig i el 15 de maig. Podien participar en aquesta competició els jugadors nascuts a partir de l'1 de gener de 1987.

## Seleccions
- França (amfitrió)
- Espanya
- Turquia
- Irlanda del Nord
- Anglaterra
- Portugal
- Àustria
- Ucraïna

## Fase Final

### Fase de grups

#### Grup A
| Equips           | PJ | G | E | P | GF | GC | DG | Pts |
| ---------------- | -- | - | - | - | -- | -- | -- | --- |
| França           | 3  | 3 | 0 | 0 | 6  | 1  | 5  | 9   |
| Espanya          | 3  | 2 | 0 | 1 | 5  | 2  | 3  | 6   |
| Turquia          | 3  | 1 | 0 | 2 | 6  | 5  | 1  | 3   |
| Irlanda del Nord | 3  | 0 | 0 | 3 | 3  | 12 | -9 | 0   |

| 4 de maig | Espanya          | 1 - 0 | Turquia          |
|           | França           | 3 - 0 | Irlanda del Nord |
| 6 de maig | Irlanda del Nord | 2 - 5 | Turquia          |
|           | França           | 1 - 0 | Espanya          |
| 9 de maig | Turquia          | 1 - 2 | França           |
|           | Irlanda del Nord | 1 - 4 | Espanya          |

#### Grup B
| Equips     | PJ | G | E | P | GF | GC | DG | Pts |
| ---------- | -- | - | - | - | -- | -- | -- | --- |
| Anglaterra | 3  | 3 | 0 | 0 | 6  | 1  | 5  | 9   |
| Portugal   | 3  | 1 | 1 | 1 | 5  | 3  | 2  | 4   |
| Àustria    | 3  | 1 | 1 | 1 | 2  | 2  | 0  | 4   |
| Ucraïna    | 3  | 0 | 0 | 3 | 1  | 8  | -7 | 0   |

| 4 de maig | Ucraïna    | 0 - 2 | Anglaterra |
|           | Àustria    | 0 - 0 | Portugal   |
| 6 de maig | Ucraïna    | 1 - 2 | Àustria    |
|           | Anglaterra | 3 - 1 | Portugal   |
| 9 de maig | Portugal   | 4 - 0 | Ucraïna    |
|           | Anglaterra | 1 - 0 | Àustria    |

### Semi-finals
| 12 de maig | França     | 3 - 1 | Portugal |
|            | Anglaterra | 1 - 2 | Espanya  |

### Partit pel 3r lloc
| 15 de maig | Portugal | 4 - 4 (3 - 2) (penals) | Anglaterra |

### Final
| 15 de maig | França | 2 - 1 | Espanya |